# Rambla de Sant Francesc (Vilafranca del Penedès)
La Rambla de Sant Francesc és un carrer del municipi de Vilafranca del Penedès (Alt Penedès) que forma part de l'Inventari del Patrimoni Arquitectònic de Catalunya.

## Descripció
El passeig està dividit en tres parts, les dues laterals per al trànsit rodat i la central, amb quatre fileres de plàtans, d'ús per als vianants. Els edificis que limiten la Rambla de Sant Francesc són entre mitgeres, generalment de planta baixa i dos o tres pisos, tot i que hi ha un cert procés de degradació (inici de superació d'altures). Hi ha nombrosos elements arquitectònics que responen al llenguatge de l'eclecticisme i el modernisme. Al capdavall del passeig es troba el Monument a Milà i Fontanals.

## Història
La Rambla de Sant Francesc es va construir arran de l'antiga muralla medieval. En ser enderrocada durant la primera meitat del segle xix va iniciar-se la urbanització del passeig (a partir del 1823). Aquesta zona d'eixample vuitcentista inicialment va ser ocupada per cases de pisos de lloguer. Posteriorment es va convertir en una intensa zona d'activitats d'oci, comercial i social.